# Artalens-Souin
Artalens-Souin est une commune française située dans l'ouest du département des Hautes-Pyrénées, en région Occitanie. Sur le plan historique et culturel, la commune est dans la province du Lavedan, partie sud-occidentale de la Bigorre et constituée d'un ensemble de sept vallées en amont de la ville de Lourdes.
Exposée à un climat de montagne, elle est drainée par le ruisseau des Bariquères, le ruisseau d'Estibos et par deux autres cours d'eau. Incluse dans le Parc national des Pyrénées, la commune possède un patrimoine naturel remarquable composé d'une zone naturelle d'intérêt écologique, faunistique et floristique.
Artalens-Souin est une commune rurale qui compte 135 habitants en 2022, après avoir connu un pic de population de 327 habitants en 1866. Elle fait partie de l'aire d'attraction d'Argelès-Gazost. Ses habitants sont appelés les Artouinois ou  Artouinoises.

## Géographie

### Localisation
La commune d'Artalens-Souin se trouve dans le département des Hautes-Pyrénées, en région Occitanie.
Elle se situe à 30 km à vol d'oiseau de Tarbes, préfecture du département, et à 5 km d'Argelès-Gazost, sous-préfecture.
Les communes les plus proches sont : 
Beaucens (1,2 km), Villelongue (2,5 km), Adast (2,5 km), Pierrefitte-Nestalas (2,6 km), Vier-Bordes (2,7 km), Préchac (2,9 km), Soulom (3,1 km), Uz (3,3 km).
Sur le plan historique et culturel, Artalens-Souin fait partie de la province historique du Lavedan, partie sud-occidentale de la Bigorre et constitué d'un ensemble de sept vallées en amont de la ville de Lourdes. Historiquement, elle  fait partie de la province de Gascogne, et plus particulièrement du comté de Bigorre. La commune est dans le pays Dabant-Aygues qui regroupe huit communes.
Artalens-Souin est limitrophe de quatre autres communes dont Préchac au nord-ouest par un simple quadripoint, à Vielle.
| Préchac (par un quadripoint) | Ayros-Arbouix  | Vier-Bordes |
|                              | Artalens-Souin |             |
|                              | Beaucens       |             |

### Paysages et relief

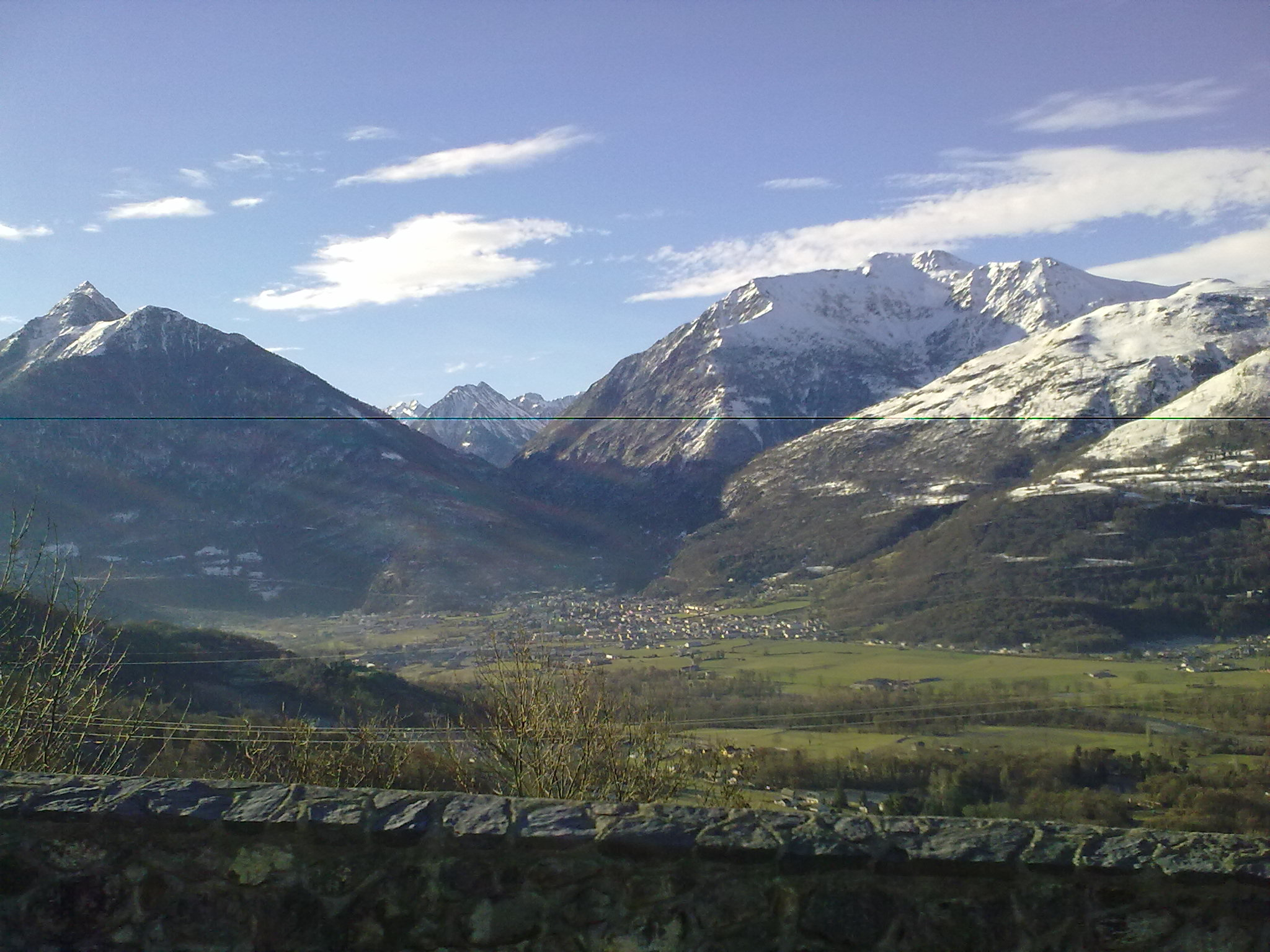
Vue sur la montagne depuis Souin.

### Hydrographie
La commune est dans le bassin de l'Adour, au sein du bassin hydrographique Adour-Garonne. Elle est drainée par le ruisseau des Bariquères, le ruisseau d'Estibos, le ruisseau de Couyéou de Mates et par un petit cours d'eau, constituant un réseau hydrographique de 6 km de longueur totale,.

### Climat
Le climat qui caractérise la commune est qualifié, en 2010, de « climat de montagne », selon la typologie des climats de la France qui compte alors huit grands types de climats en métropole. En 2020, la commune ressort du même type de climat dans la classification établie par Météo-France, qui ne compte désormais, en première approche, que cinq grands types de climats en métropole. Pour ce type de climat, la température décroît rapidement en fonction de l'altitude. On observe une nébulosité minimale en hiver et maximale en été. Les vents et les précipitations varient notablement selon le lieu.
Les paramètres climatiques qui ont permis d’établir la typologie de 2010 comportent six variables pour les températures et huit pour les précipitations, dont les valeurs correspondent à la normale 1971-2000. Les sept principales variables caractérisant la commune sont présentées dans l'encadré ci-après.
| Paramètres climatiques communaux sur la période 1971-2000 - Moyenne annuelle de température : 11,2 °C - Nombre de jours avec une température inférieure à −5 °C : 5,5 j - Nombre de jours avec une température supérieure à 30 °C : 3,7 j - Amplitude thermique annuelle : 14,9 °C - Cumuls annuels de précipitation : 1 203 mm - Nombre de jours de précipitation en janvier : 10,9 j - Nombre de jours de précipitation en juillet : 10,5 j |

Avec le changement climatique, ces variables ont évolué. Une étude réalisée en 2014 par la Direction générale de l'Énergie et du Climat complétée par des études régionales prévoit en effet que la  température moyenne devrait croître et la pluviométrie moyenne baisser, avec toutefois de fortes variations régionales. Ces changements peuvent être constatés sur la station météorologique de Météo-France la plus proche, « Ayros-Arbouix », sur la commune d'Ayros-Arbouix, mise en service en 1982 et qui se trouve à 4 km à vol d'oiseau,, où la température moyenne annuelle est de 12,7 °C et la hauteur de précipitations de 1 031,4 mm pour la période 1981-2010.
Sur la station météorologique historique la plus proche, « Tarbes-Lourdes-Pyrénées », sur la commune d'Ossun, mise en service en 1946 et à 23 km, la température moyenne annuelle évolue de 12,2 °C pour la période 1971-2000, à 12,6 °C pour 1981-2010, puis à 12,9 °C pour 1991-2020.

### Milieux naturels et biodiversité

#### Espaces protégés
La protection réglementaire est le mode d’intervention le plus fort pour préserver des espaces naturels remarquables et leur biodiversité associée,.
Dans ce cadre, la commune fait partie de l'aire d'adhésion du Parc National des Pyrénées. Ce  parc national, créé en 1967, abrite une faune riche et spécifique particulièrement intéressante : importantes populations d’isards, colonies de marmottes réimplantées avec succès, grands rapaces tels le Gypaète barbu, le Vautour fauve, le Percnoptère d’Égypte ou l’Aigle royal, le Grand tétras et le discret Desman des Pyrénées qui constitue l’exemple type de ce précieux patrimoine confié au Parc national et aussi l'Ours des Pyrénées,,.

#### Zones naturelles d'intérêt écologique, faunistique et floristique

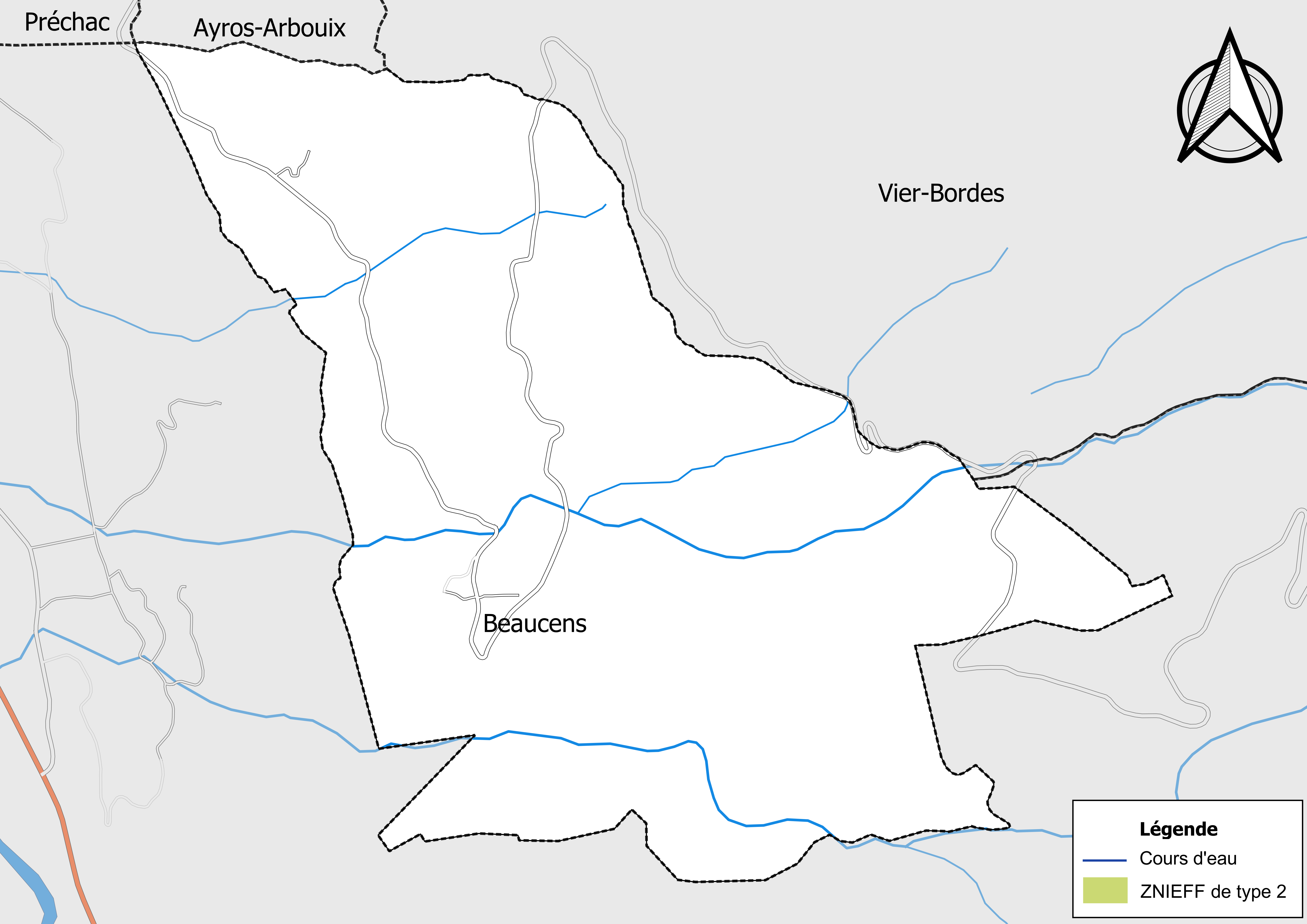
Carte des ZNIEFF de type 2 localisées sur la commune.

L’inventaire des zones naturelles d'intérêt écologique, faunistique et floristique (ZNIEFF) a pour objectif de réaliser une couverture des zones les plus intéressantes sur le plan écologique, essentiellement dans la perspective d’améliorer la connaissance du patrimoine naturel national et de fournir aux différents décideurs un outil d’aide à la prise en compte de l’environnement dans l’aménagement du territoire.
Une ZNIEFF de type 1 est recensée sur la commune : 
les « massifs du Montaigu et de Hautacam » (5 411 ha), couvrant 7 communes du département.

## Urbanisme

### Typologie
Au 1er janvier 2024, Artalens-Souin est catégorisée commune rurale à habitat dispersé, selon la nouvelle grille communale de densité à sept niveaux définie par l'Insee en 2022.
Elle est située hors unité urbaine. Par ailleurs la commune fait partie de l'aire d'attraction d'Argelès-Gazost, dont elle est une commune de la couronne,. Cette aire, qui regroupe 19 communes, est catégorisée dans les aires de moins de 50 000 habitants,.

### Occupation des sols
L'occupation des sols de la commune, telle qu'elle ressort de la base de données européenne d’occupation biophysique des sols Corine Land Cover (CLC), est marquée par l'importance des territoires agricoles (61,6 % en 2018), une proportion identique à celle de 1990 (61,6 %). La répartition détaillée en 2018 est la suivante : 
prairies (61,6 %), forêts (31,6 %), milieux à végétation arbustive et/ou herbacée (6,8 %).
L'IGN met par ailleurs à disposition un outil en ligne permettant de comparer l’évolution dans le temps de l’occupation des sols de la commune (ou de territoires à des échelles différentes). Plusieurs époques sont accessibles sous forme de cartes ou photos aériennes : la carte de Cassini (XVIIIe siècle), la carte d'état-major (1820-1866) et la période actuelle (1950 à aujourd'hui).

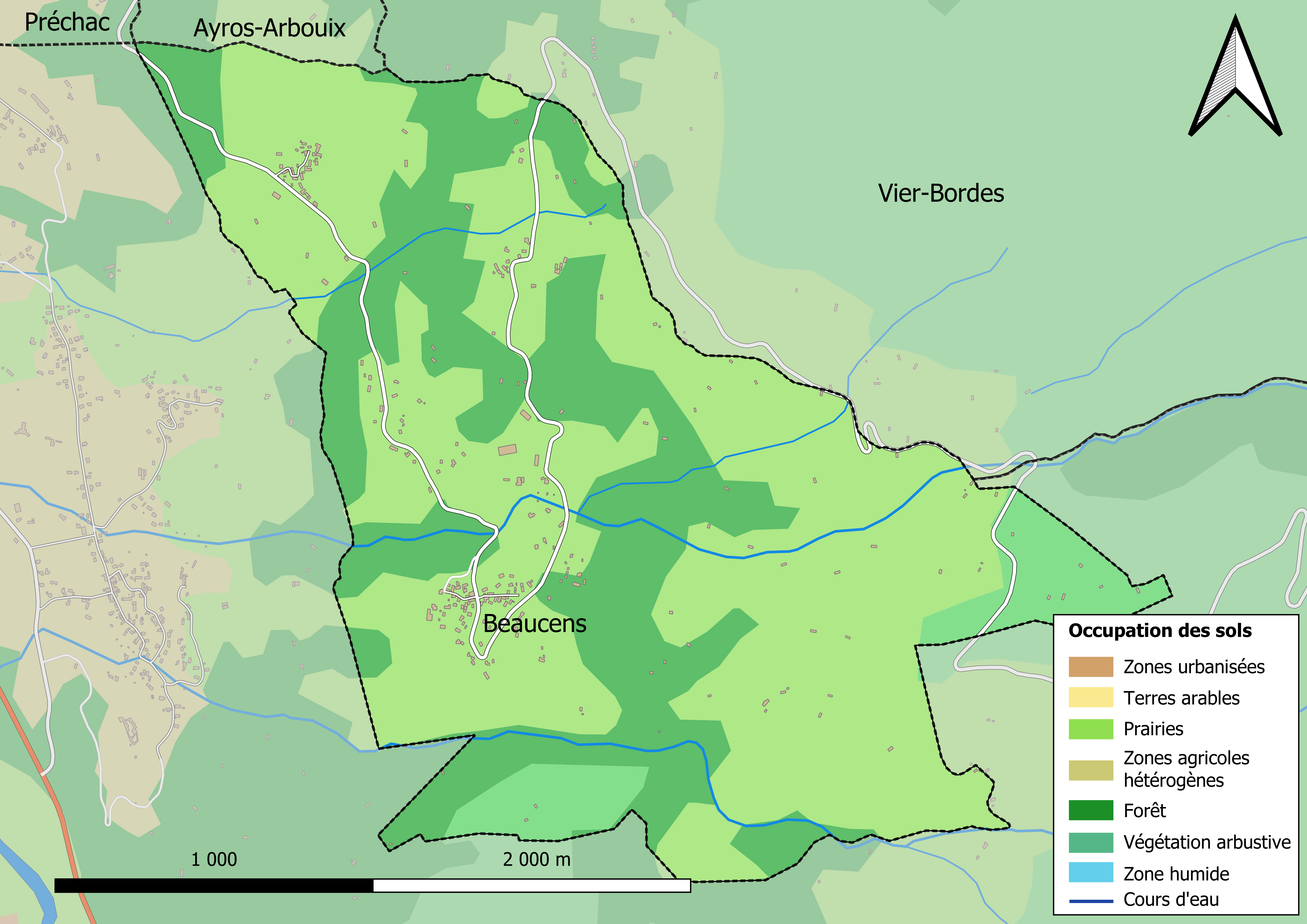
Carte des infrastructures et de l'occupation des sols en 2018 (CLC) de la commune.
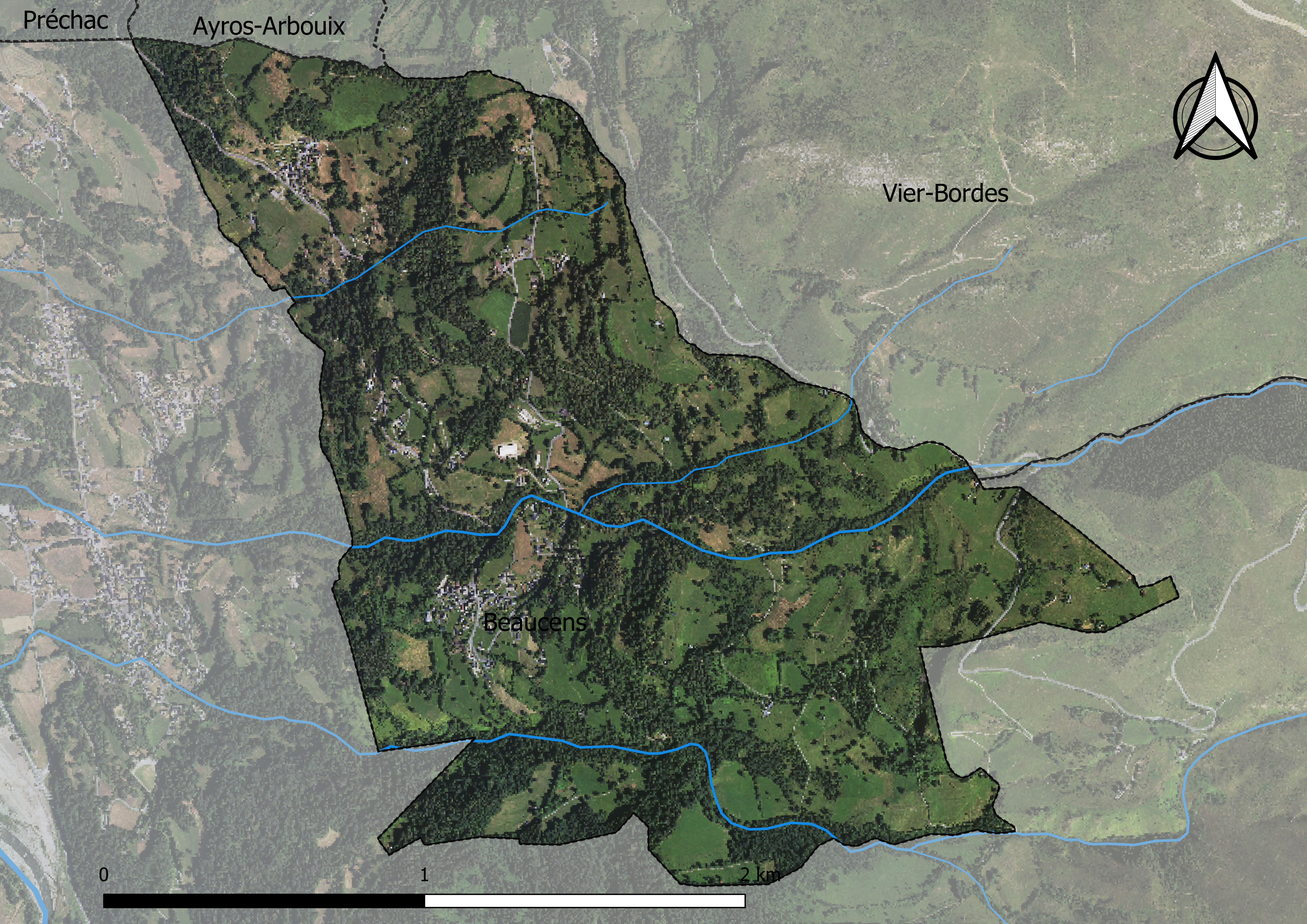
Carte orthophotogrammétrique de la commune.

### Logement
En 2012, le nombre total de logements dans la commune est de 121.

Parmi ces logements, 45,3 % sont des résidences principales, 51,7 % des résidences secondaires et 3,0 % des logements vacants.

### Risques naturels et technologiques

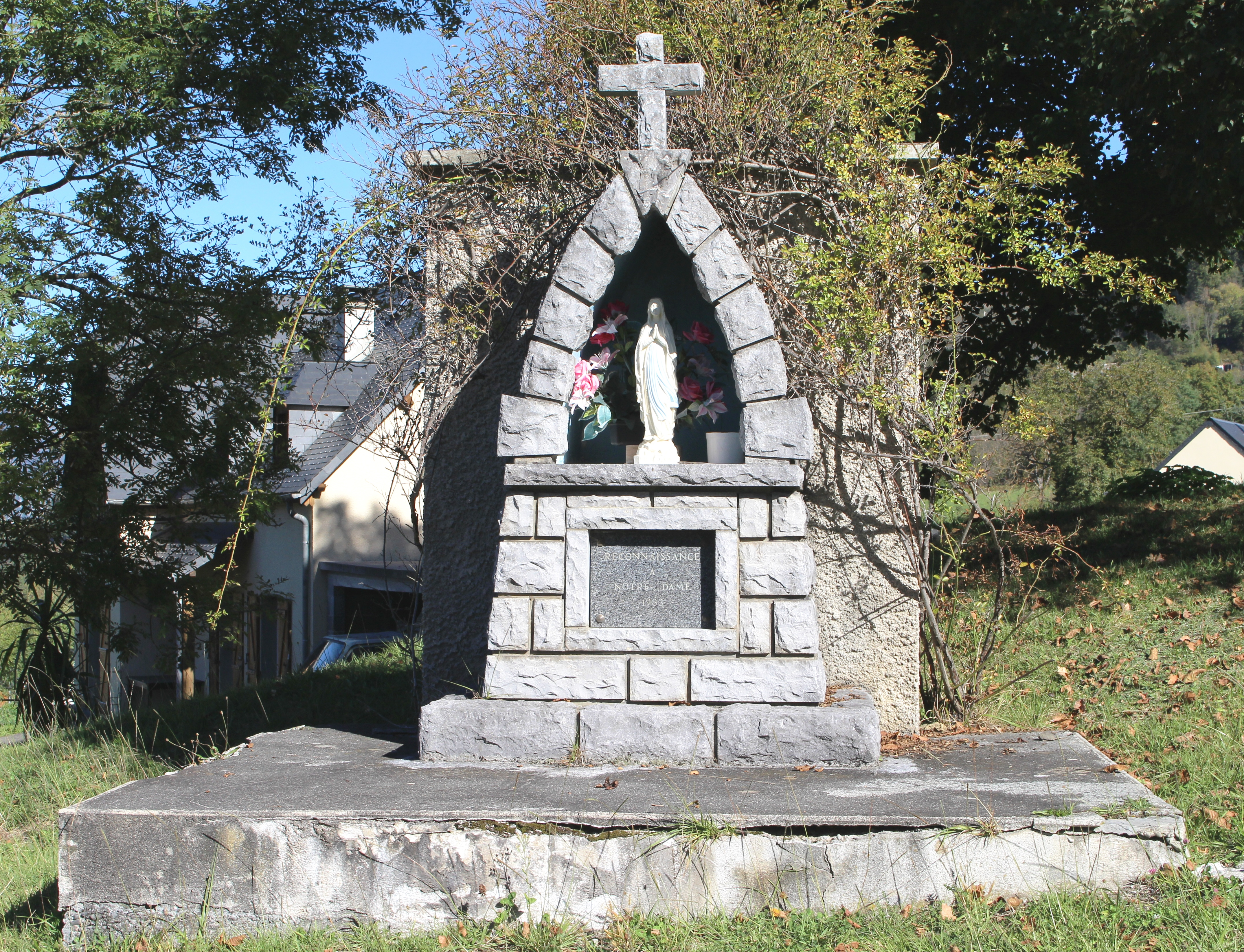
L'oratoire.

### Voies de communication et transports
Cette commune est desservie par la route départementale D 100 qui monte à Hautacam.

## Toponymie

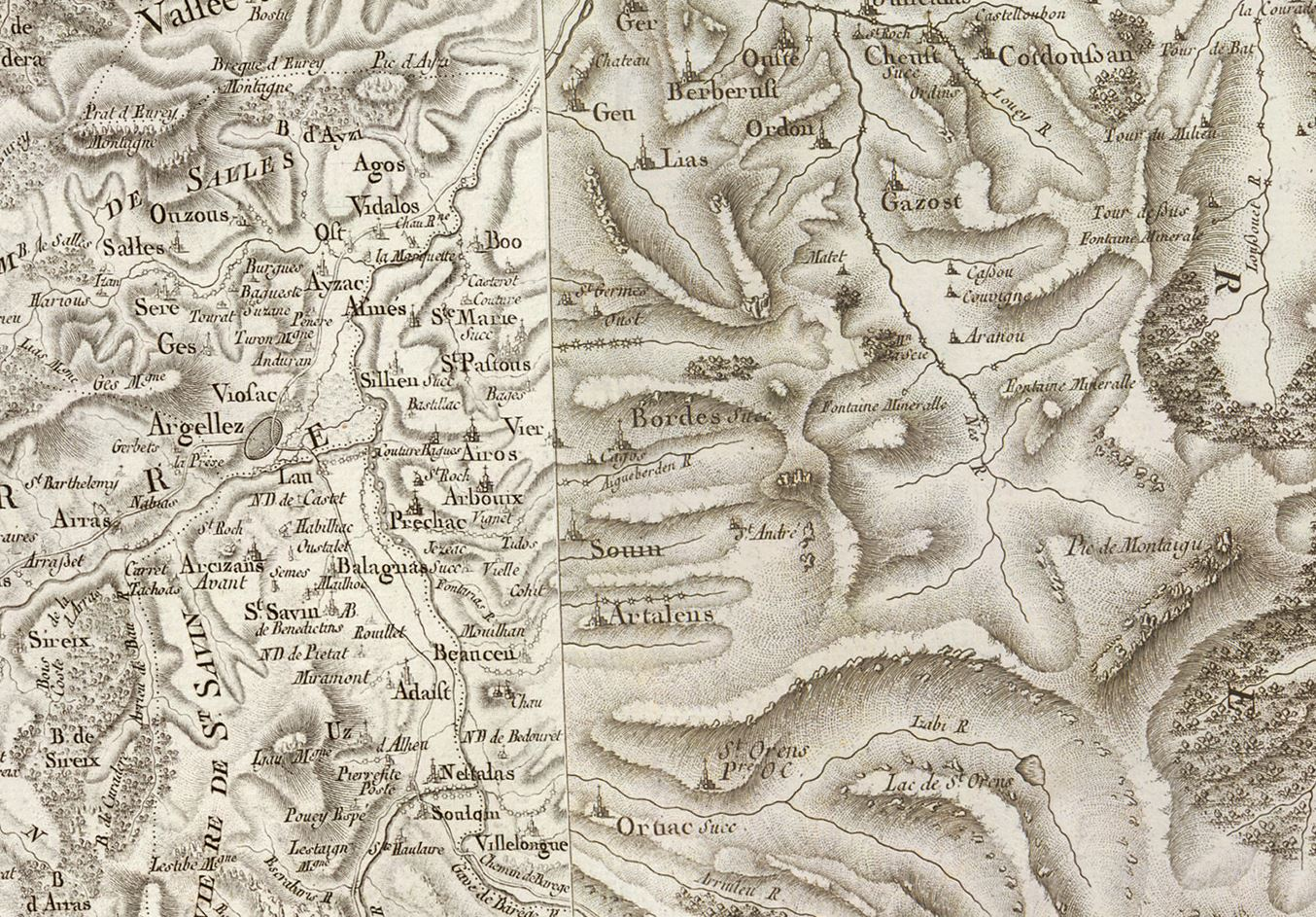
Extrait de la carte de Cassini (entre 1756 et 1789) situant Artalens-Souin à l'est d'Argelès-Gazost.

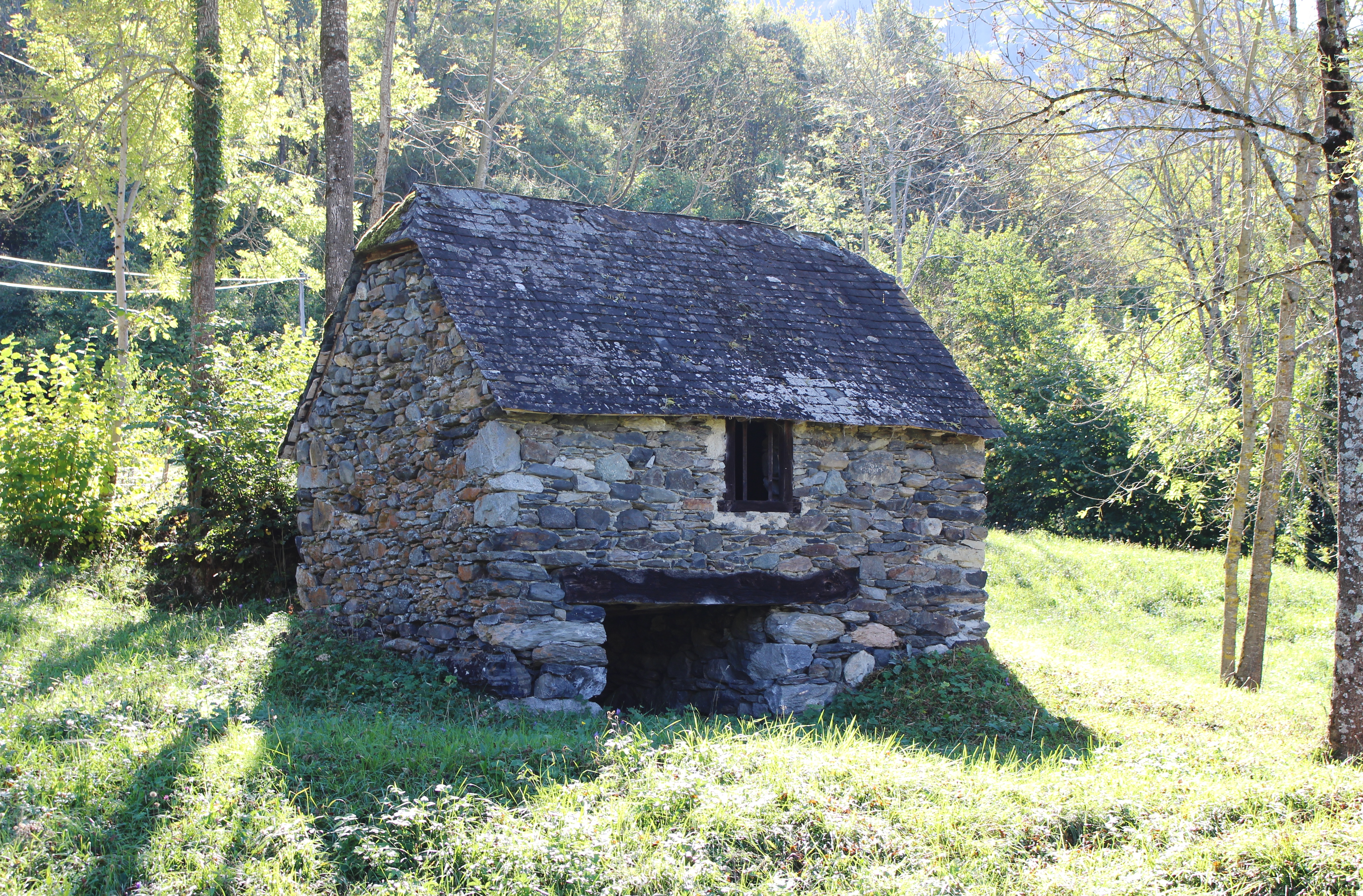
Moulin sur le ruisseau d'Estibos.

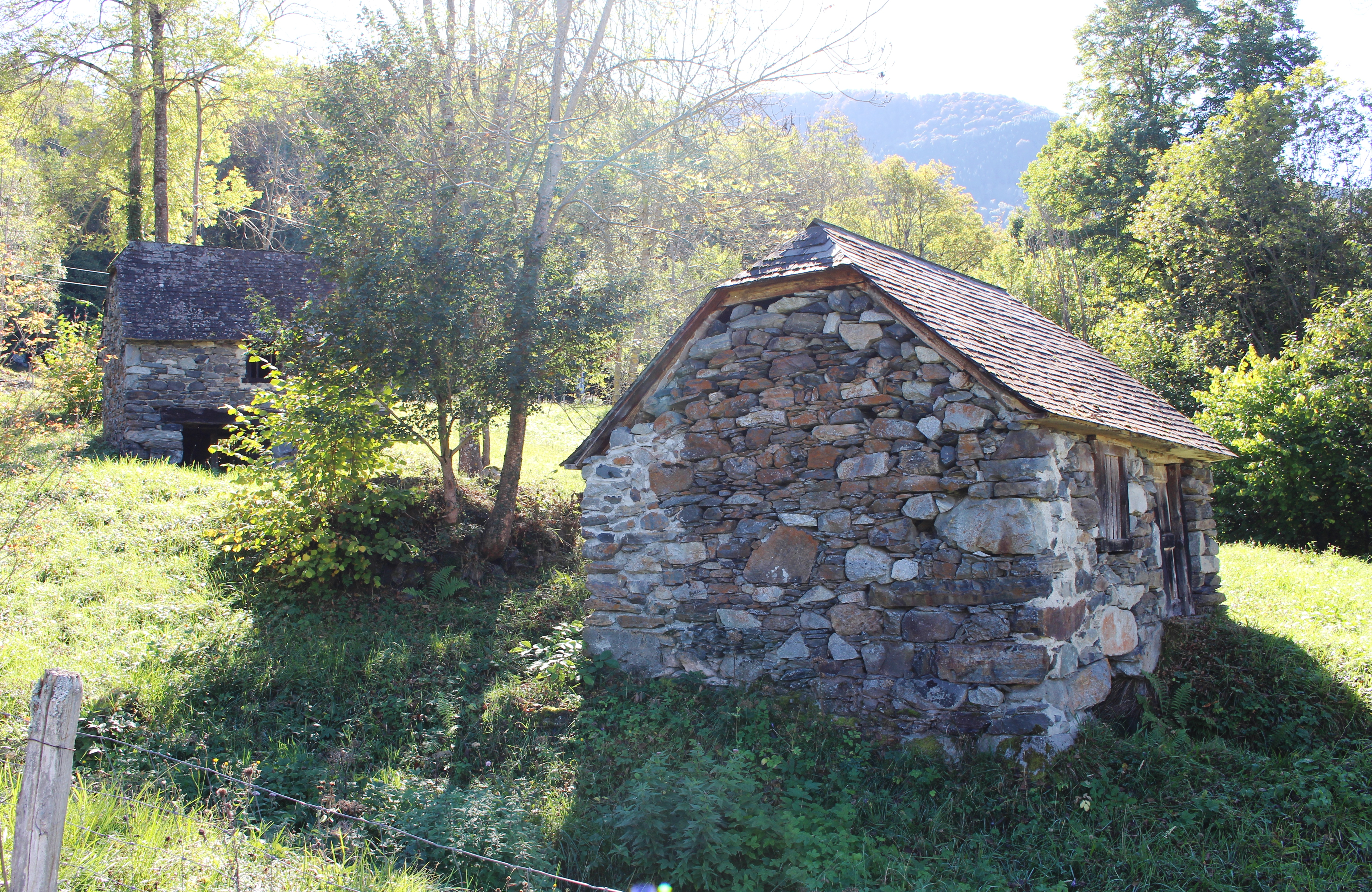
Les moulins.

On trouvera les principales informations dans le Dictionnaire toponymique des communes des Hautes Pyrénées de Michel Grosclaude et Jean-François Le Nail qui rapporte les dénominations historiques du village :

### Artalens
Dénominations historiques :
- in Artalense, de Artelensi, latin (v. 870, Livre vert de Bénac) ;
- Artalens (XIIe ou XIIIe siècle, ibid. ; 1349, ibid.) ;
- D’Artalencs (1342, pouillé de Tarbes) ;
- d’Artalenxis, latin (1379, Procuration Tarbes) ;
- Artalenx, Artalencx, Artelenx (1429, censier de Bigorre) ;
- Artalens (1459, ADHP, H 308) ;
- Artalens (1760, registres paroissiaux) ;
- Artalens (fin XVIIIe siècle, carte de Cassini).

Nom occitan : Artalens.
Du gaulois artos (ours).

### Souin
Dénominations historiques :
- Suin (1168, bulle d'Alexandre III) ;
- Soi (XIIe ou XIIIe siècle, Livre vert de Bénac) ;
- De Sohi (1313, Debita regi Navarre) ;
- Sohii (1349, Livre vert Bénac) ;
- de Soyno, latin (1379, Procuration Tarbes) ;
- Sohy, Soyi, Soii (1429, censier de Bigorre) ;
- Souy (1768, Duco) ;
- Souin (1789, cahier de doléances de Bigorre) ;
- Souin (fin XVIIIe siècle, carte de Cassini).

Nom occitan : Soïn.

## Histoire

### Cadastre napoléonien d'Artalens-Souin
Le plan cadastral napoléonien d'Artalens-Souin est consultable sur le site des archives départementales des Hautes-Pyrénées.

## Politique et administration

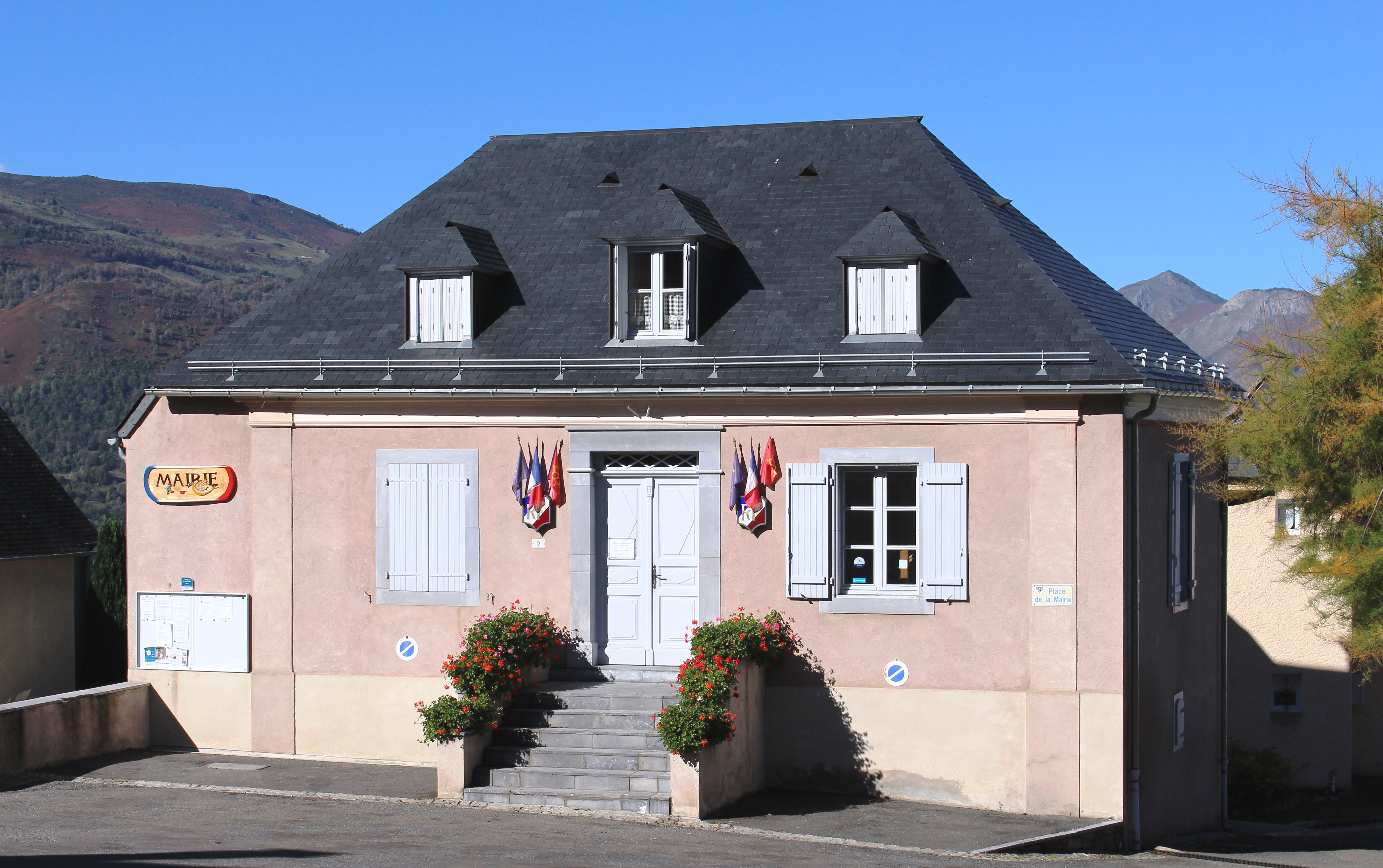
La mairie en 2017.

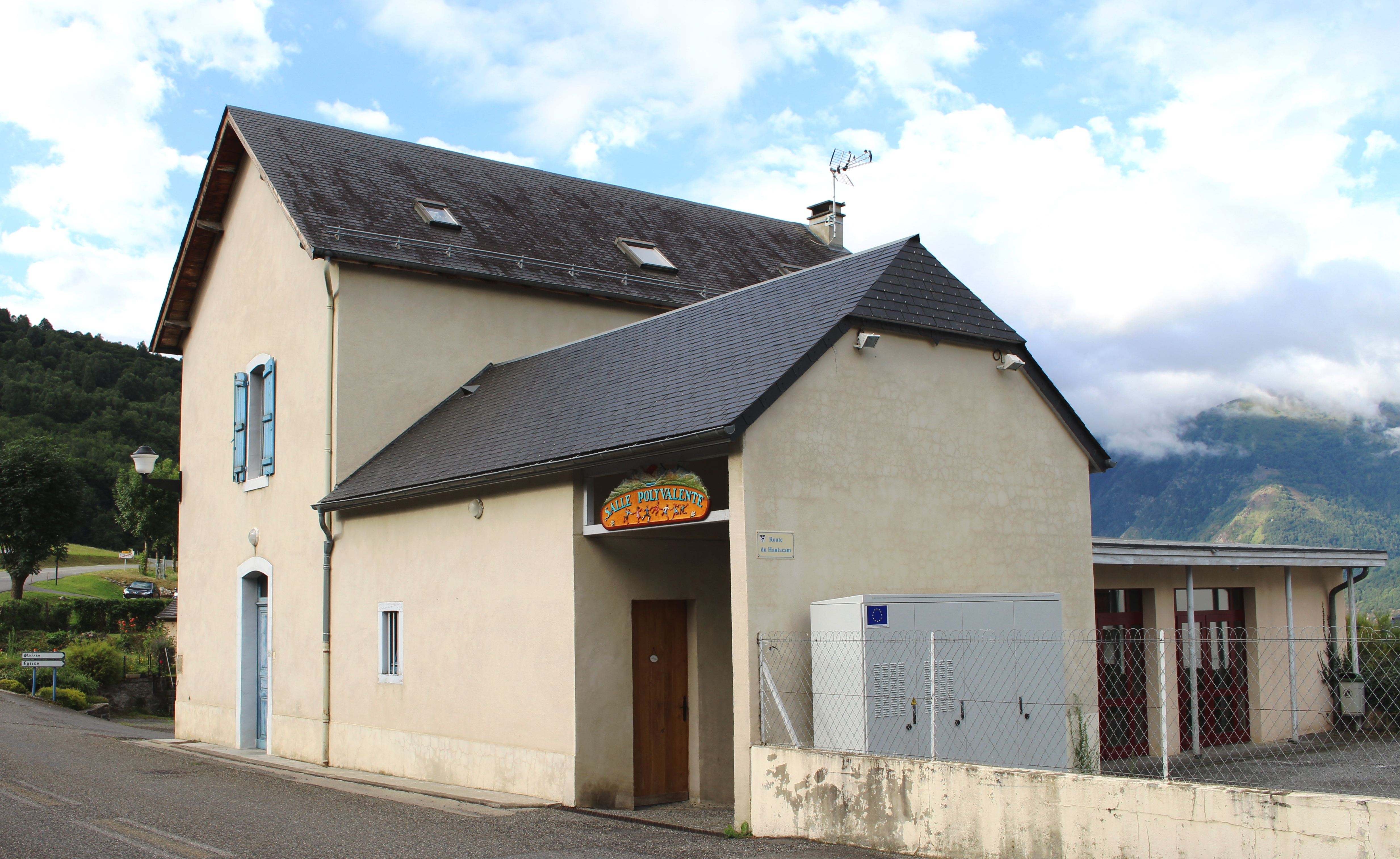
Le foyer rural en 2017

### Liste des maires
| Période                                  | Période   | Identité             | Étiquette | Qualité   |
| ---------------------------------------- | --------- | -------------------- | --------- | --------- |
| Les données manquantes sont à compléter. |           |                      |           |           |
|                                          |           |                      |           |           |
|                                          | 1951      | Bernard Pellafigue   |           |           |
| 1951                                     | 1971      | André Carrère        |           |           |
| 1971                                     | mars 2001 | Eloi Guiraud         |           |           |
| mars 2001                                | mars 2008 | Alain Vignes         |           |           |
| mars 2008                                | en cours  | Andrée Dulout-Gleize |           | Retraitée |

### Rattachements administratifs et électoraux

#### Historique administratif
Pays et sénéchaussée de Bigorre, Lavedan, Arribèra de Davantaygue, canton de Davantaygue (1790), Argelès  (depuis 1801). Communauté distincte Saint-Andrey, non mentionnée dans la première répartition de 1790, est citée comme commune dans la seconde, et rattachée à Artalens entre 1791 et 1801. Artalens et Souin sont réunies en 1848, réunion ratifiée en 1850.

#### Intercommunalité
Artalens-Souin appartient à la communauté de communes Pyrénées Vallées des Gaves créée en janvier 2017 et qui réunit 46 communes.

## Population et société

### Démographie

#### Évolution démographique
| 1793 | 1800 | 1806 | 1821 | 1831 | 1836 | 1841 | 1846 | 1851 |
| ---- | ---- | ---- | ---- | ---- | ---- | ---- | ---- | ---- |
| 270  | 212  | 264  | 289  | 260  | 282  | 264  | 265  | 294  |

| 1856 | 1861 | 1866 | 1872 | 1876 | 1881 | 1886 | 1891 | 1896 |
| ---- | ---- | ---- | ---- | ---- | ---- | ---- | ---- | ---- |
| 313  | 324  | 327  | 305  | 300  | 289  | 295  | 302  | 259  |

| 1901 | 1906 | 1911 | 1921 | 1926 | 1931 | 1936 | 1946 | 1954 |
| ---- | ---- | ---- | ---- | ---- | ---- | ---- | ---- | ---- |
| 246  | 233  | 232  | 199  | 190  | 248  | 170  | 161  | 144  |

| 1962 | 1968 | 1975 | 1982 | 1990 | 1999 | 2006 | 2008 | 2013 |
| ---- | ---- | ---- | ---- | ---- | ---- | ---- | ---- | ---- |
| 138  | 135  | 122  | 115  | 120  | 110  | 108  | 108  | 134  |

| 2018 | 2022 | - | - | - | - | - | - | - |
| ---- | ---- | - | - | - | - | - | - | - |
| 129  | 135  | - | - | - | - | - | - | - |

### Enseignement
La commune dépend de l'académie de Toulouse. Elle ne dispose plus d'école en 2016.

## Économie

### Emploi
| Division       | 2008  | 2013  | 2018   |
| -------------- | ----- | ----- | ------ |
| Commune        | 1,5 % | 7,8 % | 11,1 % |
| Département    | 7,7 % | 9,4 % | 9,8 %  |
| France entière | 8,3 % | 10 %  | 10 %   |

En 2018, la population âgée de 15 à 64 ans s'élève à 72 personnes, parmi lesquelles on compte 83,3 % d'actifs (72,2 % ayant un emploi et 11,1 % de chômeurs) et 16,7 % d'inactifs,. En  2018, le taux de chômage communal (au sens du recensement) des 15-64 ans est supérieur à celui du département et de la France, alors qu'en 2008 la situation était inverse.
La commune fait partie de la couronne de l'aire d'attraction d'Argelès-Gazost, du fait qu'au moins 15 % des actifs travaillent dans le pôle,. Elle compte 14 emplois en 2018, contre 15 en 2013 et 21 en 2008. Le nombre d'actifs ayant un emploi résidant dans la commune est de 54, soit un indicateur de concentration d'emploi de 26 % et un taux d'activité parmi les 15 ans ou plus de 55,4 %.
Sur ces 54 actifs de 15 ans ou plus ayant un emploi, 12 travaillent dans la commune, soit 22 % des habitants. Pour se rendre au travail, 88,9 % des habitants utilisent un véhicule personnel ou de fonction à quatre roues et 11,1 % n'ont pas besoin de transport (travail au domicile).

## Culture locale et patrimoine

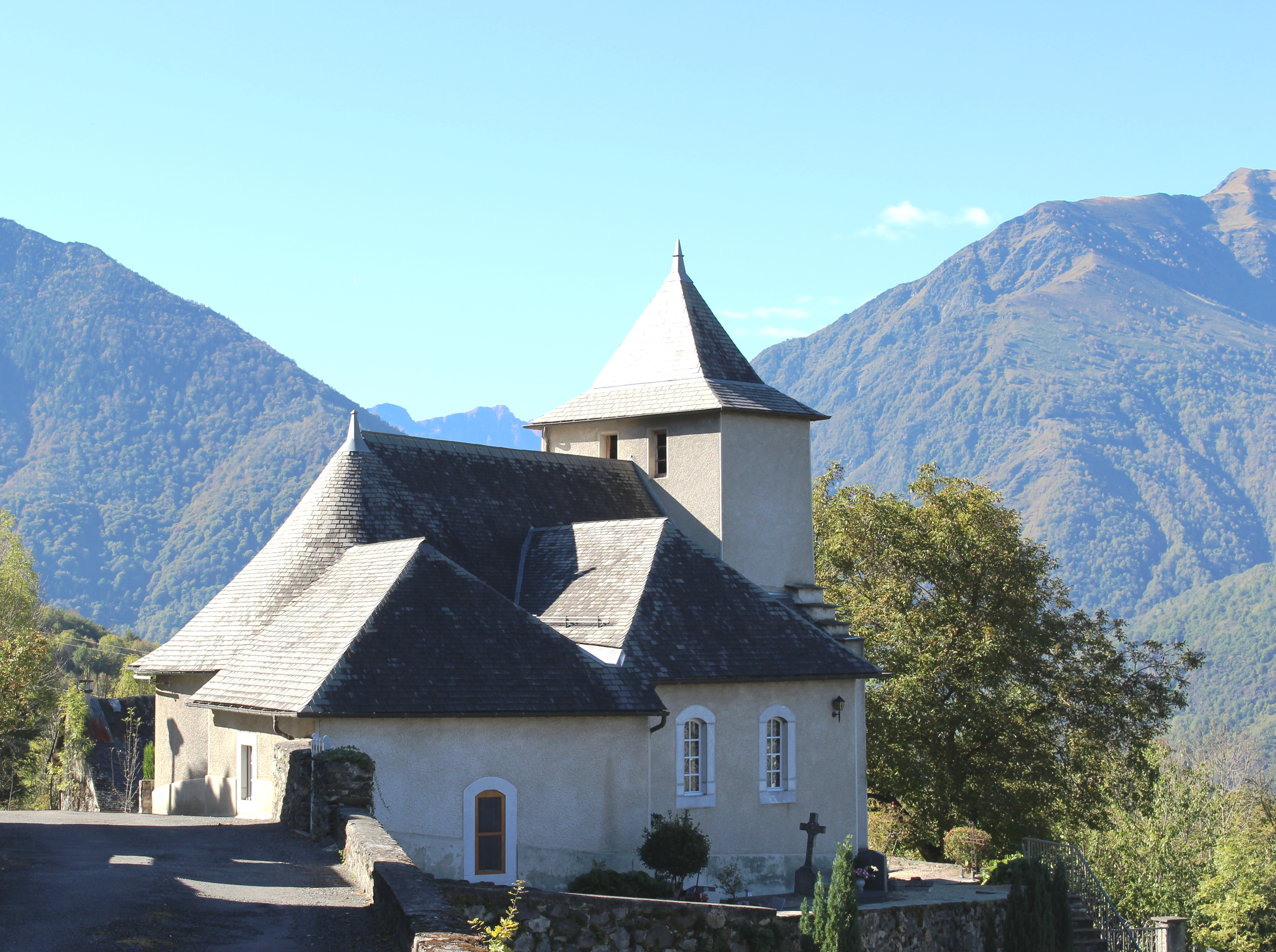
L'église Saint-Pierre d'Artalens en 2017.

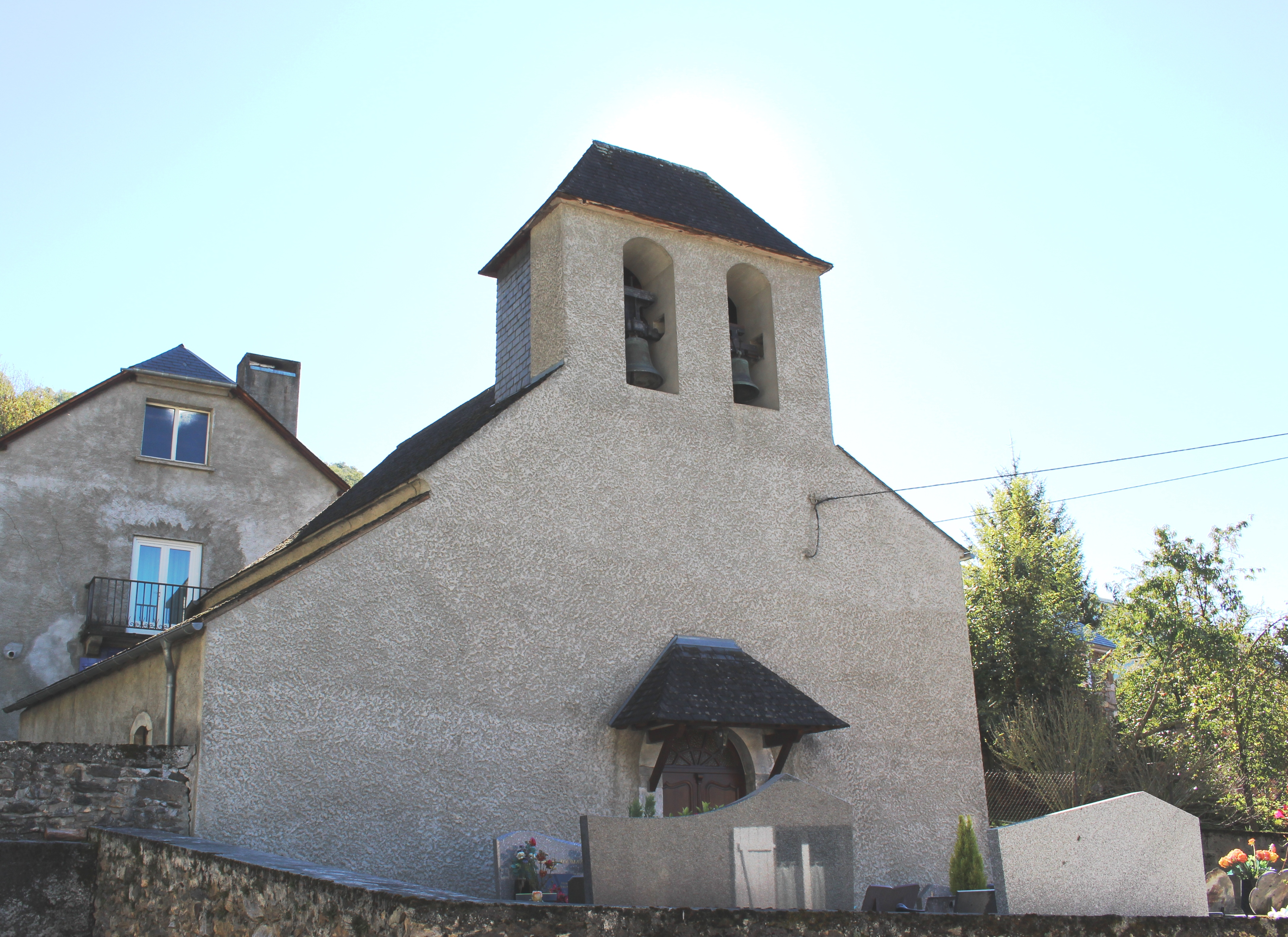
L'église Saint-Michel de Souin.

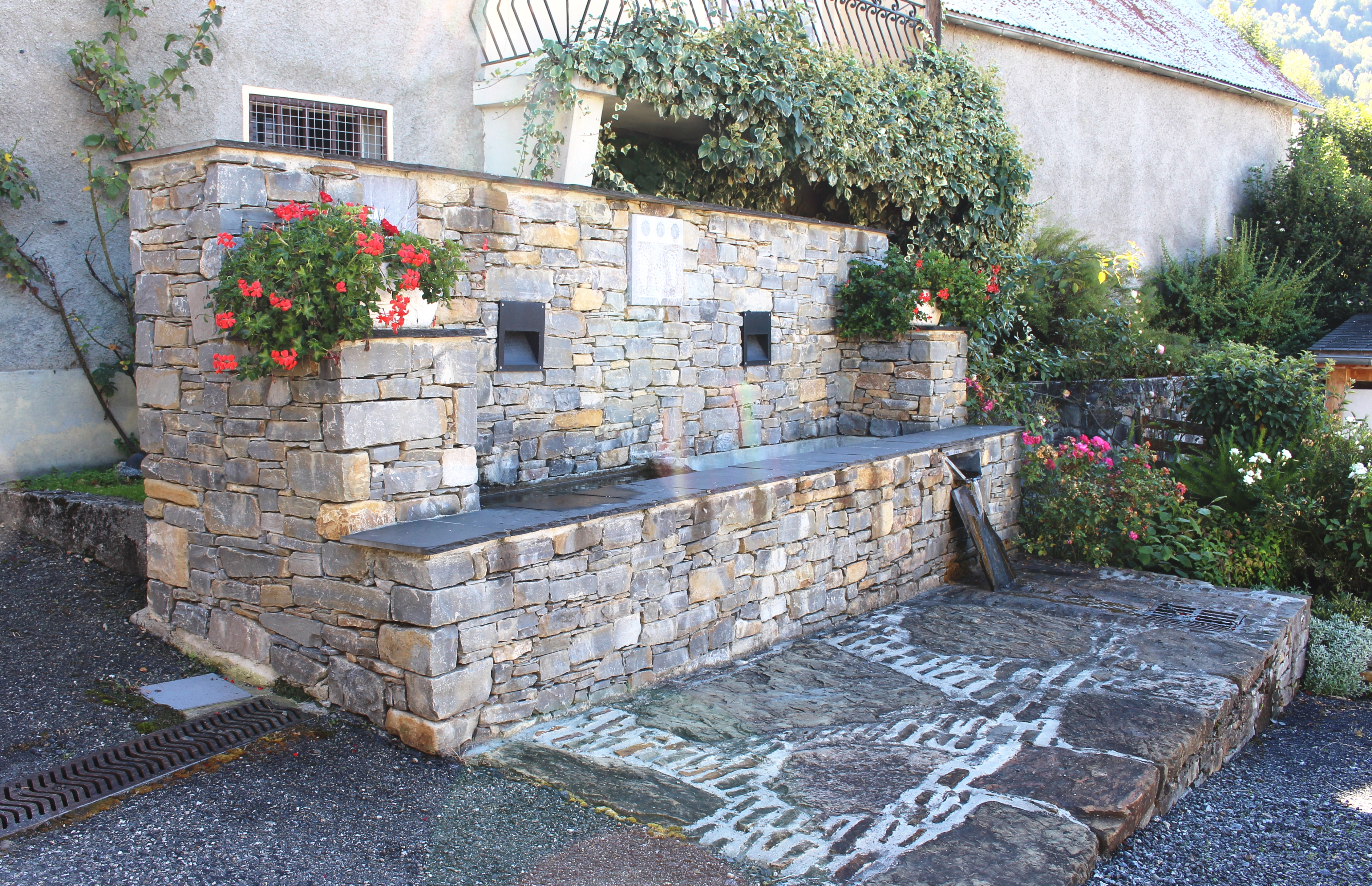
Le lavoir d'Artalens en 2017.

### Lieux et monuments
- Église Saint-Pierre d'Artalens.
- Église Saint-Michel de Souin.

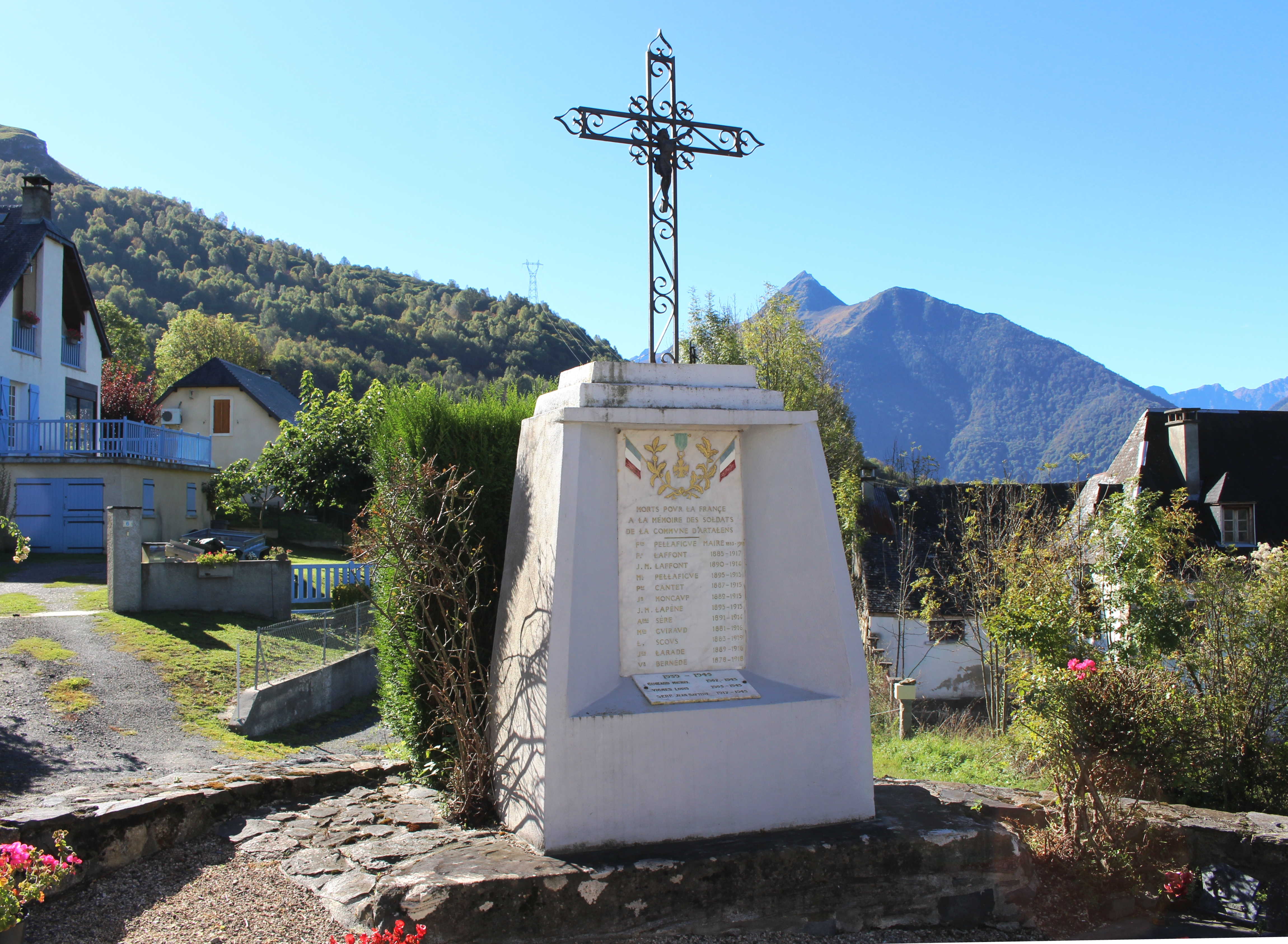
Le monument aux morts municipal.

- On peut par ailleurs admirer de charmants moulins, le long du ruisseau, dont un à huile de noix, ce qui est assez exceptionnel.
- Lavoir.

Sélection de vues des édifices religieux
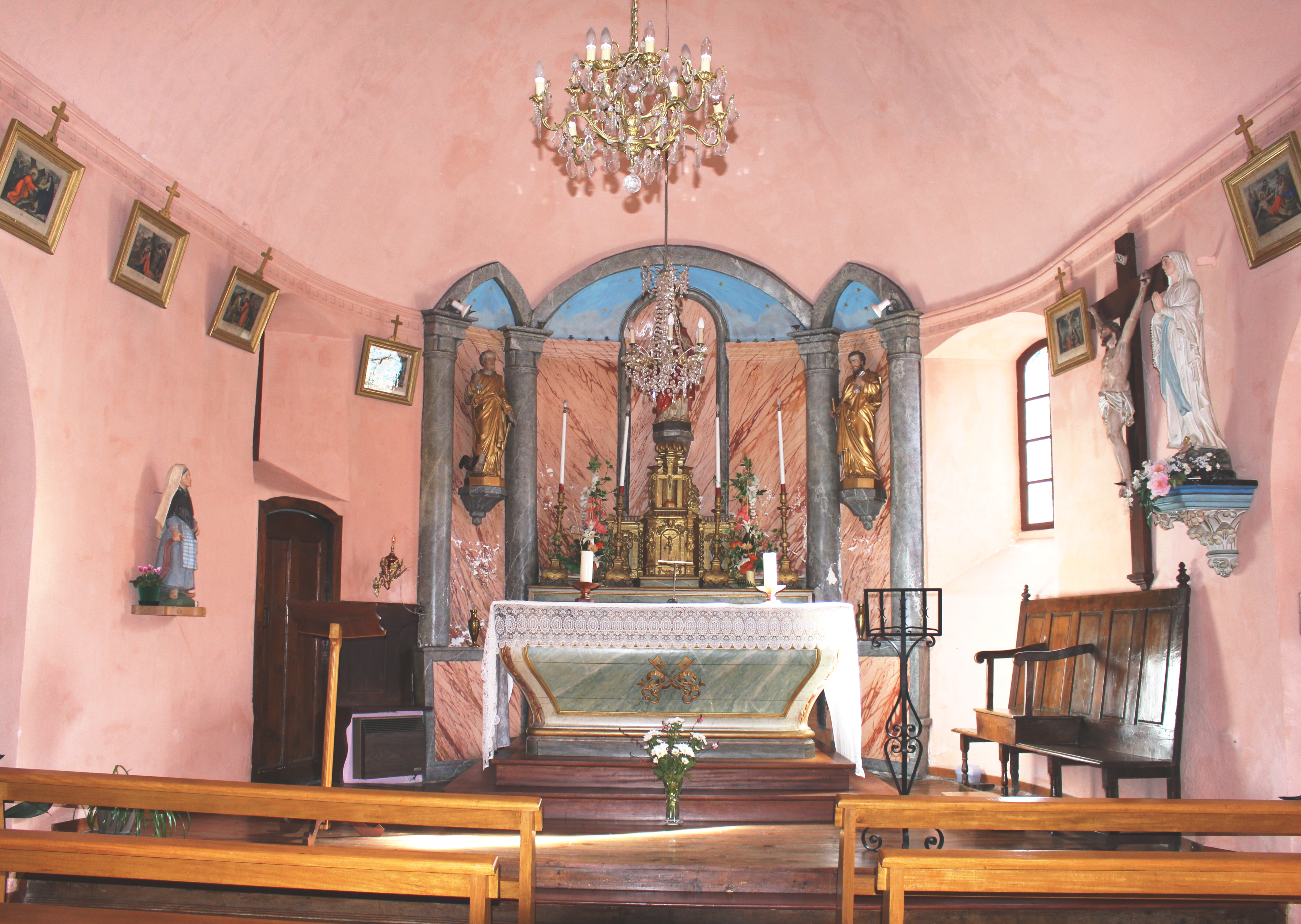
L'église Saint-Pierre en 2017.
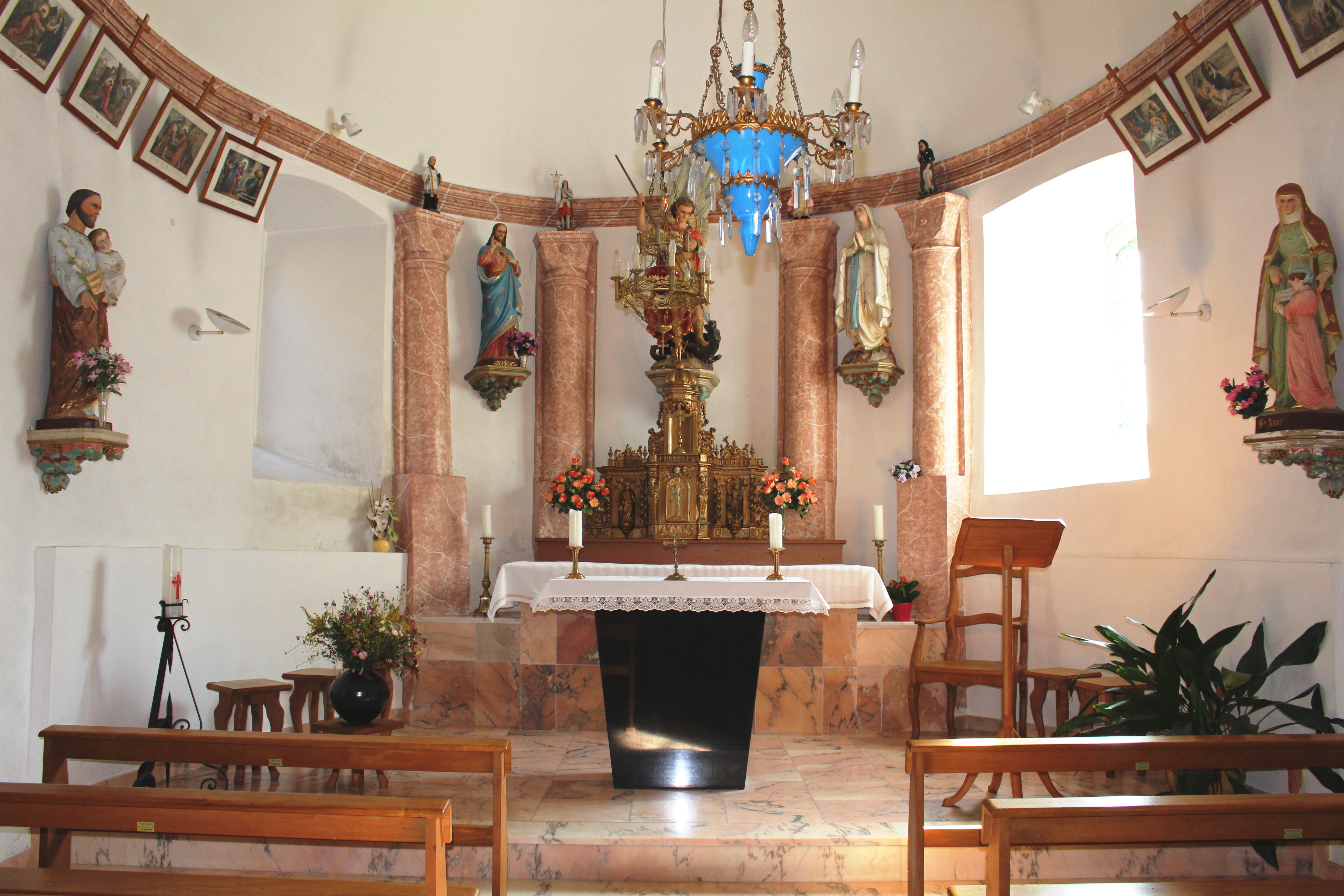
L'église Saint-Michel en 2017.

### Héraldique
| Blason | Blasonnement : D'argent au serpent ailé de sable posé en pal, au chef d'azur chargé d'une étoile de six rais d'or accostée de deux croissants du même. |